# Neu Drontheim
Neu Drontheim war die Bezeichnung für eine projektierte Großstadt, die die Führung des nationalsozialistischen Deutschen Reiches im Zusammenhang mit einer Marinebasis etwa 20 km außerhalb Trondheims (Norwegen) plante.

## Geschichte
Man nimmt an, dass das Führerhauptquartier in Berlin bereits im Herbst 1940 begann, einen großen deutschen Marinehafen zu planen, der wegen der strategisch günstigen Lage am Trondheimfjord errichtet werden sollte. Adolf Hitler deutete schon bald an, dass dieser Hafen die rasche Errichtung einer Stadt mit einem Wohnangebot für 250.000–300.000 Einwohner – vornehmlich Deutsche – in unmittelbarer Nähe notwendig mache.
Hitler überantwortete die Planung Albert Speer. Am 1. Mai 1941 erhielt Speer von Vizeadmiral Werner Fuchs die notwendigen Daten und Rahmenbedingungen, und am 21. Juni präsentierte er mit Großadmiral Erich Raeder das Projekt dem "Führer" in der Reichskanzlei. Im Anschluss daran entschied Hitler die genaue Lage der Stadt.
1943 wurde mit ersten Sprengungen auf dem Gelände begonnen. In Øysand wurden ein Kriegsgefangenenlager und eine Reservelandebahn angelegt. Noch heute kann man in diesem Bereich des Trondheimfjords Betonfundamente verschiedener entsprechender Bauvorhaben am Ufer stehen sehen. Auf Grund des Kriegsverlaufs wurden die Arbeiten 1944 eingestellt.

## Lage, Ausmaße und Pläne
Gebaut werden sollte auf dem Gebiet von Øysand an der Buvik-Bucht, etwa 14 km südsüdwestlich von Trondheim. Für die bis zu 300.000 Bewohner Neu Drontheims sollten 55.000 Wohnungen auf einem Areal von rund 700 ha zur Verfügung stehen. Neben der Wohnanlage waren in Trondheim noch Werften, Docks und U-Boot-Basen (siehe: Dora 1 und 2) als Teil der Marinebasis geplant.
Das Projekt entwickelte sich bis zu einem mehrere Meter großen, sehr detaillierten Modell in Hitlers Modellhalle und ersten Sprengungen auf dem Gelände 1943. Das Modell wurde bei einem alliierten Bombardement der Reichskanzlei und der Modellhalle zerstört.

## Strategische Bedeutung
Neu Drontheim und der dazugehörige Marinehafen sollten Teil des großen Atlantikwalls werden, der als Verteidigungslinie von Spanien bis zum Nordkap den Alliierten gegenüber gedacht war. Unter den Nürnberger Prozessen wurde auch bekannt, dass Hitler geplant hatte, nach dem Krieg einzelne große Hafenstädte wie zum Beispiel Brest in Frankreich und Trondheim als deutsche Enklaven und Basen im Dritten Reich zu behalten. Neu Drontheim sollte somit quasi zu einer deutschen Kolonie mit deutschen Bewohnern werden. Ähnliches hatte man mit Städten der Sowjetunion vor, wo sich ehemalige Frontsoldaten mit ihren Familien niederlassen sollten.
Es gab verschiedene Überlegungen, die zur Auswahl Trondheims als neue Marinebasis führten:
- Zum Beispiel musste das Schlachtschiff Tirpitz zu größeren Reparaturen eigens nach Deutschland überführt werden, da weiter nördlich kein Dock vorhanden war, welches groß genug für Schiffe dieser Größe war.
- Nachdem die deutschen Luftangriffe auf Großbritannien bis 1941 nicht den gewünschten Erfolg brachten, glaubte Hitler, dass die Schlacht um die Insel zur See gewonnen werden musste. Bereits vor dem Zweiten Weltkrieg verwies der Seestratege und Vizeadmiral Wolfgang Wegener auf die strategischen Vorteile von Basen entlang der norwegischen Küste.
- Zusätzlich zur Bedeutung im Zusammenhang mit dem Kampf gegen Großbritannien lag Trondheim auch günstig für weiter reichende Aktivitäten der Kriegsmarine im Nordatlantik.

Diese Gründe führten dazu, dass Norwegen im Allgemeinen und Trondheim im Speziellen als strategisch wichtig eingestuft wurde. Aufgrund der Initiative von Raeder und Dönitz wurde das Trondheimprojekt bald zu einem favorisierten Vorhaben Hitlers.
Nachdem die Tirpitz im November 1944 schwer getroffen kenterte, der Kriegsverlauf nicht die notwendigen Erfolge zeigte und die Ressourcen an anderer Stelle nötiger waren, wurden die Arbeiten an Neu Drontheim gestoppt und die Pläne nicht weiter verfolgt.